# Une carrière de rêve pour Anastasia

Une carrière de rêve pour Anastasia (titre original :(en) Anastasia's choosen carrier, 1987) est un roman écrit par Lois Lowry et paru aux éditions L'École des loisirs en 2005. Il fait partie d'une série de romans que Lowry écrivit sur Anastasia et son jeune frère Sam. Il a été traduit de l'anglais par Agnès Desarthe.

## Synopsis
Pour les vacances, Anastasia voudrait faire du ski, mais sa famille est décidément trop nulle : son père n'est même pas journaliste sportif ! Elle doit également rédiger un devoir de vacances sur le sujet "Ma carrière de rêve". En parlant avec un moniteur de sky imaginaire (mais néanmoins sexy) qui veut la jeter hors des pistes car elle est trop maigre et a un gros nez, Anastasia prend une grande décision, elle va faire un stage de mannequinat et résoudre ainsi tous ses problèmes ! En effet, elle va passer des vacances passionnantes, se relooker, et pouvoir commencer sa carrière de rêve.
Si l'agence "Studio Charmante" est loin d'être à la hauteur des rêves de luxe d'Anastasia, la semaine de stage est riche en nouveauté pour l'adolescente. Elle se fait une nouvelle amie, Henry (pour Henrietta) Peabody, redécouvre sous un jour nouveau son ancien camarade Robert Giannini et surtout fait la connaissance d'une libraire généreuse, Barbara Page. Elle se décidera finalement pour une autre carrière de rêve : libraire.